# Маркоч Сергій Іванович
Маркоч Сергій Іванович (13 січня 1963) — молдовський ватерполіст.
Бронзовий призер Олімпійських Ігор 1992 року, учасник 1988 року.
Бронзовий призер Чемпіонату світу з водних видів спорту 1994 року.